# Ferencszállás
Ferencszállás è un comune dell'Ungheria di 671 abitanti (dati 2001). È situato nella contea di Csongrád-Csanád.